# بيلي هارمون
بيلي هارمون (بالإنجليزية: Billy Harmon)‏ هو لاعب اتحاد الرغبي نيوزلندي، ولد في 23 ديسمبر 1994.

## وصلات خارجية
- بيلي هارمون على موقع ItsRugby.co.uk (الإنجليزية)